# بسر كانلو (بدرانلو)
بسر كانلو (بالفارسية: پسرکانلو) هي قرية تقع في إيران في قسم بدرانلو الريفي. يقدر عدد سكانها بـ 259 نسمة بحسب إحصاء 2016.